# STS-59
STS-59 est la sixième mission de la navette spatiale Endeavour.

## Équipage
- Commandant : Sidney M. Gutierrez (2)  États-Unis
- Pilote : Kevin P. Chilton (2)  États-Unis
- Spécialiste de la charge utile : Linda M. Godwin (2)  États-Unis
- Spécialiste de mission : Jay Apt (3)  États-Unis
- Spécialiste de mission : Michael R. Clifford (2)  États-Unis
- Spécialiste de mission : Thomas D. Jones (1)  États-Unis

Entre parenthèses le nombre de vols spatiaux par astronaute (y compris la mission STS-59)

## Paramètres de mission
- Masse :
  - Poids total : ? kg
  - Charge utile : 12 490 kg
- Périgée : 194 km
- Apogée : 204 km
- Inclinaison : 57.0°
- Période orbitale : 88.4 min

## Objectifs
STS-59 est une mission qui a pour but de cartographier la Terre, 20 % y fut cartographié.